# Маньшин, Сергей Сергеевич
Сергей Сергеевич Маньшин (Маншин, 28 марта 1929 — 12 августа 2006, Санкт-Петербург) — российский советский шашечный деятель, лидер ленинградской шашечной школы, известный как спортсмен и тренер. Мастер спорта СССР (1955). Международный мастер. Заслуженный тренер СССР (1988).
Член с (сентября 1961 года) символического клуба победителей чемпионов мира Роба Клерка.

## Биография
В шашки играл с 1947 года. Выступал за СКА. Был неоднократным чемпионом и призером чемпионатов СССР в командных соревнованиях. Чемпион Белорусской ССР (1953 и 1955). Неоднократный чемпион и призер чемпионатов Ленинграда, ряда международных турниров. 
Был тренером Ленинградского окружного Дома офицеров и сборной команды Ленинградского военного округа (1956-1967), капитаном сборной команды Ленинграда и СССР (с 1958). 
С 1967 года работал тренером-преподавателем, старшим тренером-преподавателем Ленинградского Дворца пионеров имени А.А. Жданова - Санкт-Петербургского Дворца творчества юных.
Умер в 2006 году. Похоронен на Южном кладбище.

## Награды и звания
- Медаль ордена «За заслуги перед Отечеством» II степени — указ Президента РФ от 6 декабря 1996 г. № 1648[3]
- Международный мастер по шашкам
- Заслуженный тренер СССР

## Ученики
Среди его учеников чемпионы мира Александр Дыбман и Александр Георгиев, призёры чемпионатов мира Михаил Кореневский, Ираида Спасская и другие.